# Easy Lover
Easy Lover is een nummer van Philip Bailey en Phil Collins en is afkomstig van het album Chinese Wall van Philip Bailey uit 1984. Het nummer werd officieel op 6 november dat jaar in de VS, Canada en het vaste land van Europa op single uitgebracht. Op 21 november dat jaar volgde Japan en op 21 februari 1985 het Verenigd Koninkrijk, Ierland, Australië en Nieuw-Zeeland.

## Videoclip
De videoclip werd gefilmd in Londen. De clip begint met Bailey die in een helikopter naar de studio vliegt alvorens hij in de clip naar plaatsen gaat als de studio zelf, en een restaurant om daar Easy Lover te zingen. In Nederland werd de videoclip destijds op televisie uitgezonden door de popprogramma's AVRO's Toppop, Countdown van Veronica met Veronica Hilversum 3 dj Adam Curry en Popformule van de TROS met destijds TROS Hilversum 3 dj Erik de Zwart.
Collins speelde Easy Lover in zijn liveshows; het nummer kwam voor op het livealbum Serious Hits... Live!, maar ook op het album Hits...; het is ook op de DVD The First Farewell Tour vastgelegd. Easy Lover kwam ook voor in het computerspel Grand Theft Auto: Vice City Stories.

## Achtergrond
De plaat werd een wereldwijde hit en bereikte in Bailey's thuisland de Verenigde Staten de 2e positie en in Canada de 16e positie. In Collins' thuisland het Verenigd Koninkrijk bereikte de plaat de nummer 1-positie in de UK Singles Chart.
In Nederland was de plaat op maandag 10 december 1984 de 249e AVRO's Radio en TV-Tip op Hilversum 3 en werd begin 1985 een gigantische hit in de destijds drie landelijke hitlijsten op de nationale publieke popzender. De plaat bereikte de nummer 1-positie in zowel de Nederlandse Top 40 als de TROS Top 50. In de Nationale Hitparade bereikte de plaat de 2e positie. In de Europese hitlijst op Hilversum 3, de TROS Europarade, werd de 6e positie bereikt.
In België bereikte de plaat de 4e positie in de voorloper van de Vlaamse Ultratop 50 en de 2e positie in de Vlaamse Radio 2 Top 30. In Wallonië werd géén notering behaald.
Sinds de allereerste editie in december 1999 staat de plaat onafgebroken genoteerd in de jaarlijkse NPO Radio 2 Top 2000 van de Nederlandse publieke radiozender NPO Radio 2, met al hoogste notering een 503e positie in 1999.

## Hitnoteringen

### Nederlandse Top 40
| "Easy Lover" in de Nederlandse Top 40 - binnen: 05-01-1985 | "Easy Lover" in de Nederlandse Top 40 - binnen: 05-01-1985 | "Easy Lover" in de Nederlandse Top 40 - binnen: 05-01-1985 | "Easy Lover" in de Nederlandse Top 40 - binnen: 05-01-1985 | "Easy Lover" in de Nederlandse Top 40 - binnen: 05-01-1985 | "Easy Lover" in de Nederlandse Top 40 - binnen: 05-01-1985 | "Easy Lover" in de Nederlandse Top 40 - binnen: 05-01-1985 | "Easy Lover" in de Nederlandse Top 40 - binnen: 05-01-1985 | "Easy Lover" in de Nederlandse Top 40 - binnen: 05-01-1985 | "Easy Lover" in de Nederlandse Top 40 - binnen: 05-01-1985 | "Easy Lover" in de Nederlandse Top 40 - binnen: 05-01-1985 | "Easy Lover" in de Nederlandse Top 40 - binnen: 05-01-1985 | "Easy Lover" in de Nederlandse Top 40 - binnen: 05-01-1985 | "Easy Lover" in de Nederlandse Top 40 - binnen: 05-01-1985 | "Easy Lover" in de Nederlandse Top 40 - binnen: 05-01-1985 | "Easy Lover" in de Nederlandse Top 40 - binnen: 05-01-1985 |
| Week                                                       | 1                                                          | 2                                                          | 3                                                          | 4                                                          | 5                                                          | 6                                                          | 7                                                          | 8                                                          | 9                                                          | 10                                                         | 11                                                         | 12                                                         | 13                                                         | 14                                                         |                                                            |
| ---------------------------------------------------------- | ---------------------------------------------------------- | ---------------------------------------------------------- | ---------------------------------------------------------- | ---------------------------------------------------------- | ---------------------------------------------------------- | ---------------------------------------------------------- | ---------------------------------------------------------- | ---------------------------------------------------------- | ---------------------------------------------------------- | ---------------------------------------------------------- | ---------------------------------------------------------- | ---------------------------------------------------------- | ---------------------------------------------------------- | ---------------------------------------------------------- | ---------------------------------------------------------- |
| Positie                                                    | 25                                                         | 15                                                         | 6                                                          | 1                                                          | 1                                                          | 1                                                          | 1                                                          | 2                                                          | 2                                                          | 7                                                          | 10                                                         | 15                                                         | 28                                                         | 34                                                         | uit                                                        |

### Nationale Hitparade
| "Easy Lover" in de Nationale Hitparade - binnen: 29-12-1984 | "Easy Lover" in de Nationale Hitparade - binnen: 29-12-1984 | "Easy Lover" in de Nationale Hitparade - binnen: 29-12-1984 | "Easy Lover" in de Nationale Hitparade - binnen: 29-12-1984 | "Easy Lover" in de Nationale Hitparade - binnen: 29-12-1984 | "Easy Lover" in de Nationale Hitparade - binnen: 29-12-1984 | "Easy Lover" in de Nationale Hitparade - binnen: 29-12-1984 | "Easy Lover" in de Nationale Hitparade - binnen: 29-12-1984 | "Easy Lover" in de Nationale Hitparade - binnen: 29-12-1984 | "Easy Lover" in de Nationale Hitparade - binnen: 29-12-1984 | "Easy Lover" in de Nationale Hitparade - binnen: 29-12-1984 | "Easy Lover" in de Nationale Hitparade - binnen: 29-12-1984 | "Easy Lover" in de Nationale Hitparade - binnen: 29-12-1984 | "Easy Lover" in de Nationale Hitparade - binnen: 29-12-1984 | "Easy Lover" in de Nationale Hitparade - binnen: 29-12-1984 | "Easy Lover" in de Nationale Hitparade - binnen: 29-12-1984 | "Easy Lover" in de Nationale Hitparade - binnen: 29-12-1984 |
| Week                                                        | 1                                                           | 2                                                           | 3                                                           | 4                                                           | 5                                                           | 6                                                           | 7                                                           | 8                                                           | 9                                                           | 10                                                          | 11                                                          | 12                                                          | 13                                                          | 14                                                          | 15                                                          |                                                             |
| ----------------------------------------------------------- | ----------------------------------------------------------- | ----------------------------------------------------------- | ----------------------------------------------------------- | ----------------------------------------------------------- | ----------------------------------------------------------- | ----------------------------------------------------------- | ----------------------------------------------------------- | ----------------------------------------------------------- | ----------------------------------------------------------- | ----------------------------------------------------------- | ----------------------------------------------------------- | ----------------------------------------------------------- | ----------------------------------------------------------- | ----------------------------------------------------------- | ----------------------------------------------------------- | ----------------------------------------------------------- |
| Positie                                                     | 20                                                          | 16                                                          | 17                                                          | 3                                                           | 5                                                           | 3                                                           | 3                                                           | 2                                                           | 4                                                           | 4                                                           | 7                                                           | 18                                                          | 17                                                          | 33                                                          | 42                                                          | uit                                                         |

### TROS Top 50
Hitnotering: 20-12-1984 t/m 04-04-1985. Hoogste notering : #1 (2 weken). 

### TROS Europarade
Hitnotering: 21-01-1985 t/m 25-04-1985. Hoogste notering: #6 (2 weken).

### NPO Radio 2 Top 2000
| Nummer met noteringen in de NPO Radio 2 Top 2000 | '99 | '00 | '01 | '02 | '03 | '04 | '05 | '06  | '07  | '08 | '09  | '10  | '11  | '12 | '13  | '14  | '15  | '16  | '17  | '18 | '19 | '20 | '21 | '22 | '23 | '24  |
| ------------------------------------------------ | --- | --- | --- | --- | --- | --- | --- | ---- | ---- | --- | ---- | ---- | ---- | --- | ---- | ---- | ---- | ---- | ---- | --- | --- | --- | --- | --- | --- | ---- |
| Easy Lover                                       | 503 | 627 | 679 | 660 | 654 | 716 | 994 | 1110 | 1371 | 943 | 1336 | 1381 | 1509 | 991 | 1214 | 1243 | 1278 | 1508 | 1663 | 887 | 645 | 852 | 904 | 920 | 902 | 1064 |

1. ↑  Een vetgedrukt getal geeft de hoogste notering aan.